# ロシアンセージ
ロシアンセージ（学名: Salvia yangii）は、シソ科の亜低木、多年草である。以前は Perovskia atriplicifolia と呼ばれ、セージとして広く知られているアキギリ属（Salvia）に属していなかったが、2017年以降はその中に含まれている。茎は直立し、通常高さ0.5-1.2メートルになる。茎は角ばっていて、灰緑色の葉は砕くと独特の臭いが出る。花期は真夏から10月下旬で、青から紫の花を枝分かれした円穂花序のような形で咲かせる。
原産地は西南アジアから中央アジアの草原や丘陵地帯であるが、気候や土壌の条件を選ばないため、広く普及し、植栽されている。主に葉の形と全体の高さが異なるいくつかの品種が開発されたが、その中でも「ブルースパイヤー」と呼ばれる品種が最も一般的で、庭園などに広く利用されている。ロシアンセージは1995年にPerennial Plant Association's 1995 Plant of the Yearに選ばれ、「ブルースパイヤー」は王立園芸協会からガーデン・メリット賞を受賞した。
主にその花を観賞するために栽培されるが、原産地では伝統医学に用いられてきた長い歴史があり、様々な病気の治療薬として採用されており、植物化学的な研究が進められている。また、花はサラダにして食べたり、砕いて染料にしたりするほか、汚染された土壌のファイトレメディエーションへの利用も検討されている。

## 形態・生態

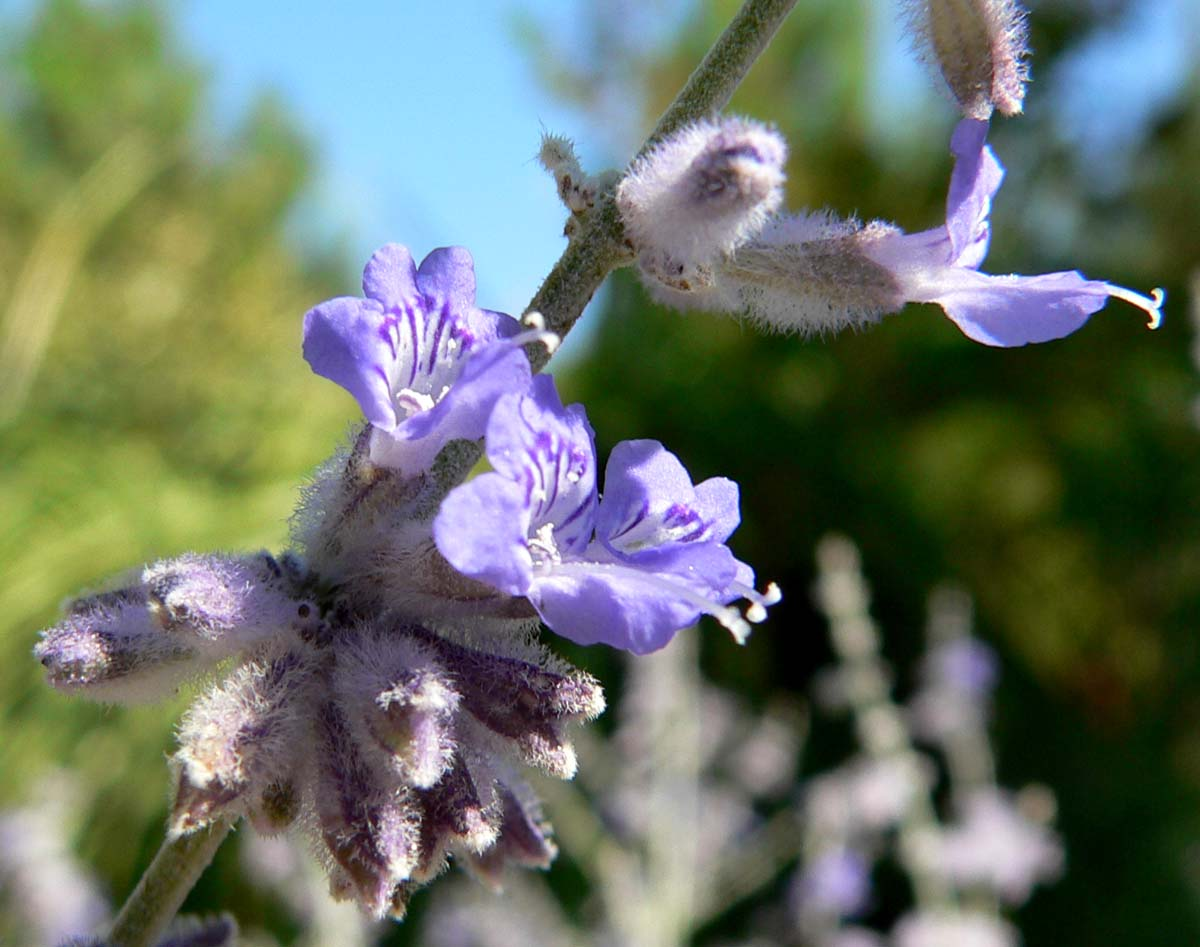
花は、毛に覆われた萼片と筒状の花冠、突出した蕊から構成されている。

ロシアンセージは、落葉多年生の亜低木で、直立に伸長して生育する。見た目はラベンダーを大きくしたものに似ている。一つの根茎から複数の枝が生じ、高さは0.5 - 1.2メートル、時には1.5メートルに達する個体もある。成熟した株は幅が0.6 - 1.2メートルになることもある。硬い茎の断面は四角く、星状の毛状突起（トライコーム）と油滴からなる被膜で覆われている。特に秋にはこれらの毛によって茎は銀色に見える。
灰緑色の葉は対生し、短い葉柄で茎に付着する。葉の長さは一般的なもので3 - 5センチメートル、幅は0.8 - 2センチメートルであるが、個体によってはもっと狭いものもある。葉の形は、幅より長さが長い丸みを帯びた長楕円形から、槍の穂先のような形をした披針形である。羽状深裂し、葉縁は深く切れ込み、波状または鋸歯があることもあり、一つの群落内でも、葉の形状の細部にかなりの違いがあることがある。葉には芳香があり、特に粉砕するとセージのような、セージとラベンダーのブレンドのような、あるいはテレビン油のような香りがするといわれている。
花期は6月から10月と長いが、中国など一部の地域ではもっと短い期間で開花することもある。花序は多くの枝を持つ、長さ30 - 38センチメートルの派手な円穂花序である。これらの枝はそれぞれ総状花序であり、個々の花は輪散花序になっている。花の萼は紫色で、白または紫の毛で密に覆われており、長さは約4ミリメートルである。花冠は4裂した上唇とやや短い下唇からなる筒状で、青または紫青色の花弁の長さは約1センチメートルである。花茎は花筒の外に出ているものと、花の中に入っているものが報告されており、栽培されているロシアンセージの既知の例はすべて花茎が出ている。園芸家のNeil Soderstromは、遠くから見た花の様子を「細かい霞や霧のようだ」と表現している。
開花後約1か月で果実ができ、2ミリメートル×1ミリメートルほどの暗褐色の楕円形の小堅果からなる。

## 植物化学的特徴
ロシアンセージの精油の分析では20を超える化合物が同定されているが、検出された化合物とその相対的な含有率は一貫していない。ほとんどの分析では、カレン、シネオール、リモネン、γ-テルピネン、(+)-β-ツジョンなど、様々なモノテルペンやモノテルペノイドが主要成分として同定されてきているが、トリノ大学植物園のサンプルの精油では、カンファーが最も一般的な成分であった。ほかにもカンフェン、α-ピネン、β-ピネンといったモノテルペンも存在し、さらにγ-カジネン、δ-カジネン、trans-カリオフィレン、α-フムレンなどのセスキテルペンも存在する。ボルネオール、セドロール、メントールといったいくつかのテルペノイドアルコールも抽出されており、コーヒー酸やフェルラ酸の存在も報告されている。ロシアンセージから単離された、より複雑な化合物の中には、この種で初めて同定されたものもあり、例えばペロブスカトン（perovskatone）、配糖体のアトリプリシド（atripliside）AおよびB、ならびにオレアナンに似たトリテルペンであるアトリシン（atricin）AおよびBといったものがある。また、2017年に発表された論文では4つのジテルペン配糖体が抽出によって単離されたことが報告された。

## 分類
ロシアンセージは、1848年にジョージ・ベンサムによって初めて記載された。この際の学名は Perovskia atriplicifolia とされており、アフガニスタンでウィリアム・グリフィスが採集した標本に基づいていた。この時の標本は、現在この種のホロタイプとしてキュー植物園に保存されている。
種小名の「atriplicifolia」は「ハマアカザ属（Atriplex）のような葉を持つ」という意味である。
1987年に中国は新疆ウイグル自治区タシュクルガン・タジク自治県で採取された個体が楊昌友（ラテン文字表記: YANG Chang You）と王兵の二人により別種として記載され、Perovskia pamirica と命名されたが、この学名は1994年の時点で P. atriplicifolia のシノニムとみなされている。なお P. pamirica のタイプ標本は命名者2名の当時の所属先であった新疆農業大学 (旧・新疆八一農学院) の標本室に収蔵されている。
2017年にアキギリ属（Salvia）に組み替えられた。本来であればPerovskia属に置かれていた際の種小名 atriplicifolia、それが不可能であるなら pamirica をそのまま用いて "Salvia atriplicifolia" か "Salvia pamirica" とするべきところであるが、この2つはいずれも既に別種を指す学名として記載されてしまっていたため、代替措置として Perovskia pamirica の命名者の一人である楊昌友の姓「楊」から取って新たに〈楊の〉を意味する yangii という種小名が与えられた。

### 系統
アキギリ属は、その雄しべの構造に基づいて、シソ科内の大型の単系統であると長い間信じられていた。Dorystaechas や Perovskia、Meriandra などの小さな属もハッカ連（Mentheae）に含まれていたが、これらはアキギリ属とは遠い関係にあると考えられていた。2004年、葉緑体DNAの中の2つの遺伝子（rbcLとtrnL-F）に基づく分子系統学的研究によって、アキギリ属は単系統群ではなく、識別可能な3つのクレードからなることが示された。クレードIはアキギリ属の他のメンバーよりも Perovskia に近縁である。
ロシアンセージは、ハッカ連の内部の関係を明らかにするために、更なる研究の対象となった。花粉粒の花粉学的分析とrbcL配列決定を組み合わせた研究により、Perovskia とアキギリ属のクレードIとの関係をさらに支持する結果が得られ、これによって S. yangii と S. abrotanoides とが区別され、それらの種の密接な関係が示された。その後の研究で、4つの葉緑体DNAマーカーと2つの核リボソームDNAマーカーが調べられ、ハッカ連のクラドグラムの一部が書き換えられて、旧マンネンロウ属は Perovskia と姉妹群であるとされた。

### 栽培品種

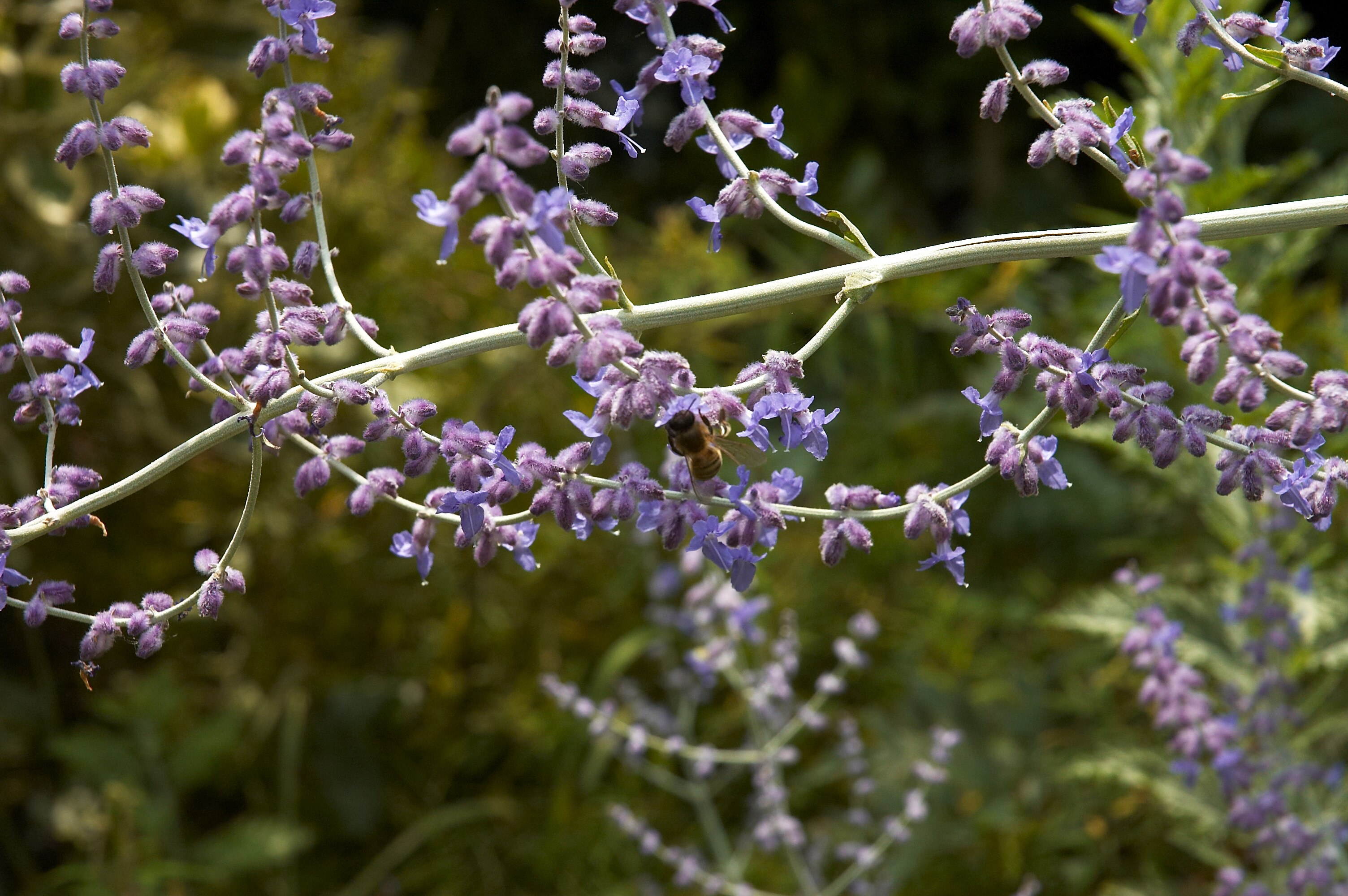
「ブルースパイヤー」と呼ばれる品種の花

ロシアンセージは、いくつかの栽培品種が開発されており、これらの品種は主に成熟した株の高さと葉縁の切れ込みの深さで区別される。これらの品種の多く、特に葉の切れ込みが深いものは、実際にはS. yangiiと S. abrotanoides の雑種である可能性がある。その意味で、Perovskia ×hybridaという雑種を意味する名前で呼ばれることもある。
最も一般的な品種である「ブルースパイヤー」も、上述のように雑種と疑われるものの中に含まれる。この品種は、高さが約1.2メートルになり、濃青色の大きな花をつける栽培品種で、イギリスの企業Notcutts Nurseriesがドイツで選抜し、1961年に初めて出品した。「ブルースパイヤー」は、1993年に王立園芸協会のガーデン・メリット賞（The Royal Horticultural Society's Award of Garden Merit）を受賞している。
「Filigran」は高さ1.2 - 1.3 メートルに達する。この背が高くて丈夫な品種の名前はドイツ語で金線細工（フィリグリー）を意味し、レースのようなシダに似た葉にちなんでいる。「リトルスパイヤー」は比較的丈が短く、成長しても高さが0.6 メートルほどにしかならない。「Longin」は「ブルースパイヤー」と同じくらいの高さになるが、比較するとより直立する。アメリカの園芸学者Allan Armitageはイギリスのカントリー・ハウスであるKnightshayes Courtで発見された株から「Mystery of Knightshayes」という遅咲きの品種を確立した。そのほか、「Blue Haze」「Blue Mist」「Hybrida（「Superba」とも呼ばれる）」「Lace」「Lisslit」「Rocketman」「WALPPB」などの栽培品種がある。

### 類似種
アキギリ属ペロフスキア亜属（Salvia subg. Perovskia）には9つの植物種が確認されている。
Salvia abrotanoides は S. yangii と生息範囲の多くが重なっているが、葉が2回羽状複葉であることによって区別できる。この2種間の交雑種は自然に発生することがある。
Salvia scrophularifolia の生息域はトルキスタンに限られ、直立性が弱く、白花をつけるものもある一方で、Salvia scabiosifolia の花は黄色である。

## 分布
一般に「ロシアンセージ」として知られているが、本種はロシアには自生していない。ロシアンセージはアジアに広く分布しており、中国西部、インド北西部、パキスタン、アフガニスタン、イラン、トルコ、東ヨーロッパの一部に生育する。草原や丘陵地で見られるほか、ヒマラヤ山脈を含む山岳地帯のような標高の高い場所にも生育する。カラコルム山脈では標高約3,000メートルでの生息が記録されている。パキスタンのQuetta地区では Chrysopogon aucheri というイネ科の草本植物と一緒に見られることが多く、炭酸カルシウムや塩化物が少ない土壌の指標生物として機能していると考えられる。ロシアンセージは、北米のセージブラシ草原（sagebrush steppe）のように厳しい環境を好む。

## 生態系への影響
パキスタンのハルボイ山脈のような一部の生息域では、草原生態系はヒツジやヤギなどの放牧地として利用されているが、飼料としては一般的に栄養に乏しい。ロシアンセージは、消化に悪い中性デタージェント繊維やリグニンなどを多く含むが、一方でリンや亜鉛の重要な供給源となる。

## 栽培

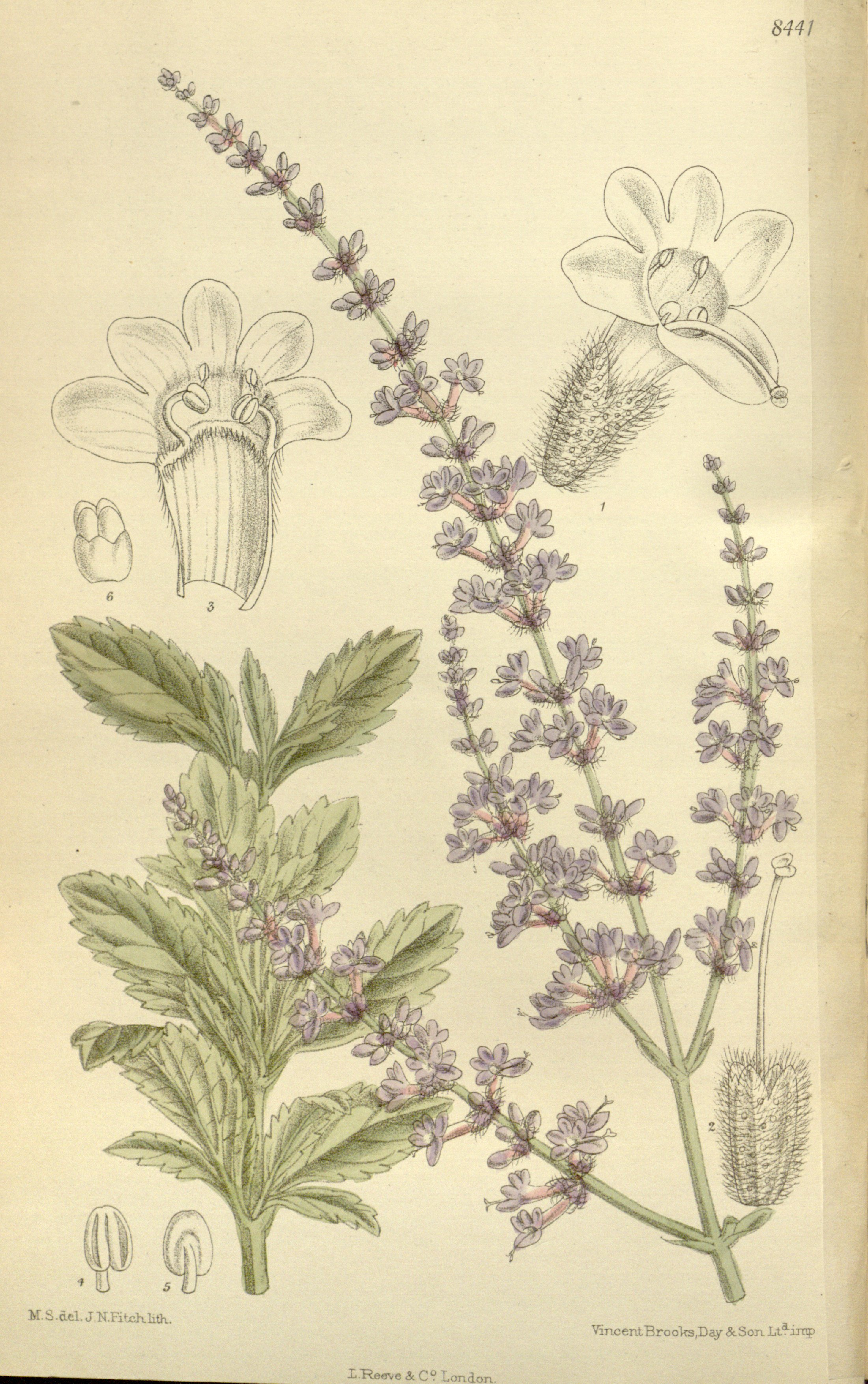
1912年のカーティス・ボタニカル・マガジンに掲載された葉や花のデッサン

1904年にロシアンセージがイギリスに紹介されると、アイルランドの園芸家であり作家でもあるウィリアム・ロビンソンはすぐにこの植物に魅了され、「その優雅な習性と長い花期のために、最も優れた庭園に置く価値がある」と評した。王立園芸協会では、1930年代にハンプシャーの種苗場で選抜されたPerovskia ×hybridaに始まる栽培品種の確立の様子を記録している。1980年代後半から1990年代前半にかけて、ロシアンセージは広く人気を博し、1995年にはPerennial Plant Association's 1995 Plant of the Yearに選出された。
代表的な品種である「ブルースパイヤー」は王立園芸協会のガーデン・メリット賞を受賞している。

### 植え付けと手入れ
ロシアンセージは多年草であり、少なくとも広がりやすいという傾向が問題にならない場所であれば、幅広い環境に適応する。日当たりの良い場所を好む植物で、部分的に日陰になった場所に植えられた標本は、広がったり倒れたりする傾向があるが、この行動は摘心するか、植物がもたれかかることができる丈夫な支持材などを用いることで多少抑制できる。花は新芽にのみ咲く。早春に15 - 61センチメートルほどに切り詰められた植物は、その後最もよく成長し、美しい花を咲かせる。
ロシアンセージは、暑さと寒さの両方に耐性があり、アメリカ合衆国農務省の定めるハーディネスゾーンにおける3から9にあたる地域で栽培されているが、いくつかの品種は他の品種と比べて、より極端な温度の環境に適しているかもしれない。アメリカ合衆国では南西部から北部や東部にかけてほぼ全土で栽培に成功しているほか、カナダとの国境を越えてオンタリオ州やケベック州のあたりでも栽培されている。これらの地域の中で最も寒い地域においては、冬を乗り切るためにかなりの保護が必要な場合がある。
イギリスでは、王立園芸協会が耐寒性評価をH4としている。この評価は、およそ-10℃から-5℃程度まで耐えられることを示しており、典型的な冬であれば国の大部分において越冬できる。
また、様々な土壌条件にも耐えることができる。また、播種して間もないものは、ピートと砂またはパーライトの混合土に植えると最もよく育つが、砂質、石灰質、ローム質の土壌や、排水が十分な重い粘土質の土壌でも育つことができる。また、広い範囲の土壌pHや海の近くの塩害を受けやすい環境にも耐えることができ、主根が地中深くまで張るため、乾燥にも強い。このため、アメリカ合衆国西部山間部（Intermountain West）のような乾燥帯における造園に広く使用されている。水や肥料のやりすぎは根にダメージを与え、健康状態を急速に悪化させる。
一般に植物病原菌の心配はないとされており、栽培においては、動物がエサとして選ぶことはほとんどないため、シカやウサギによる食害にも強い植物とされている。

### 造園

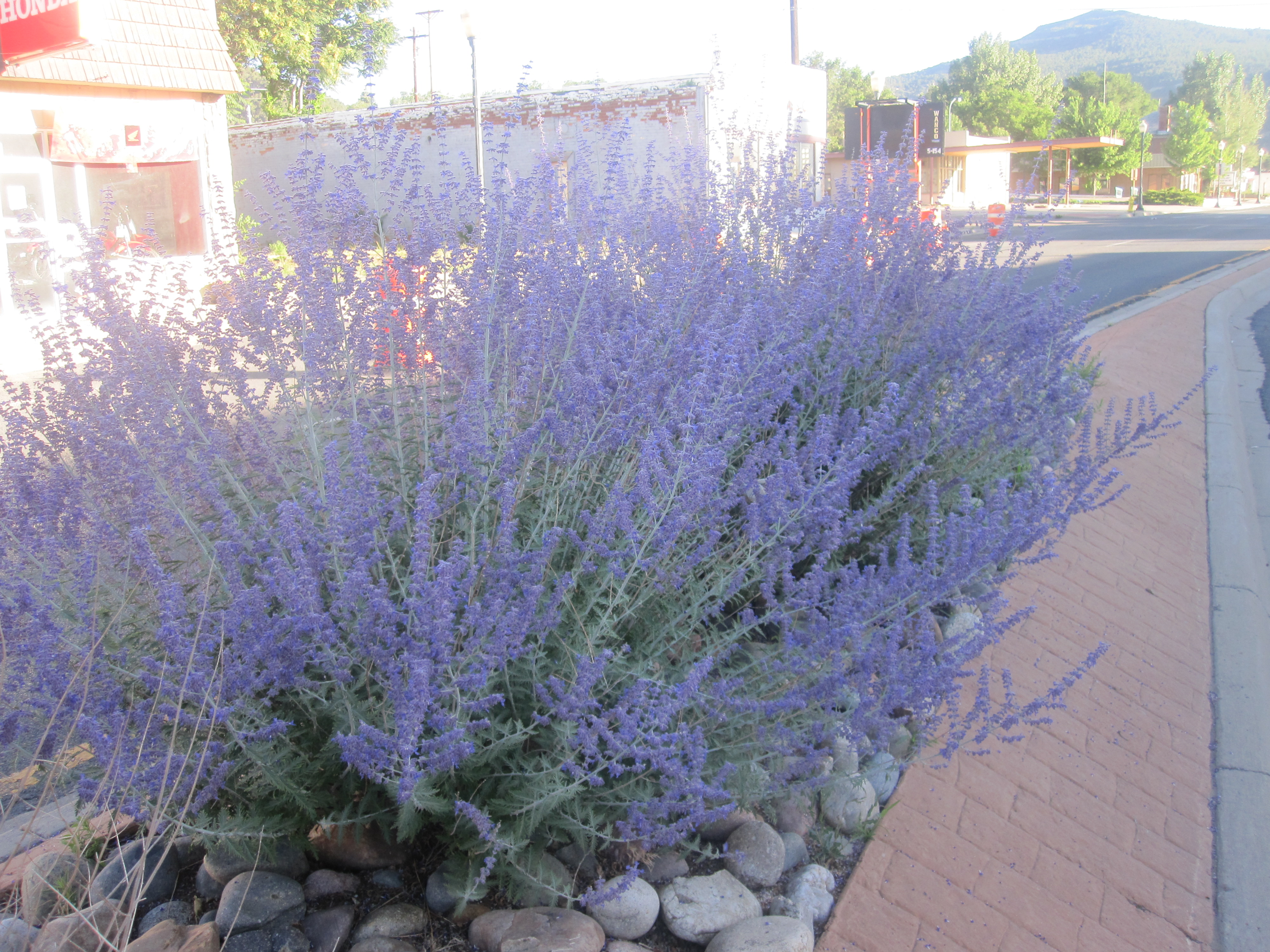
ニューメキシコ州ラトンにて

ロシアンセージは造園に有用であるとして重宝されている。最も一般的には、芝生の中に「島」のようなアクセントとして植えられるが、大きな庭園の中の埋め草として使用したり、既存の自然の景色が保たれている場所を更に豊かに見せるために使うことも可能である。園芸作家のTroy Mardenはロシアンセージが庭園の縁取りに理想的な「シースルー」性（"see-through" quality）を持っていると述べている。専門家の中には3株をまとめて植えると最高の景観を作れると言う人もいる。また、コンテナガーデニングにも適している。根茎を広げて、最初に植えた場所から広がっていく好ましくない傾向がある。
ハチやハチドリ、蝶を引き付ける性質もあり、晩秋につける花の青や冬の茎の銀色で、庭に彩りを与える。

### 繁殖方法
ロシアンセージは挿し木で繁殖することが多い。木質化した樹冠は挿し木の際に扱いづらいため、一般には晩春に柔らかい根元近くの芽から挿し木をする。また、夏の半ばから晩にかけて熟した枝を用いて行う挿し木も有効な増殖方法である。栽培の際には種子から育てることもあるが、この場合、発芽させるために30から160日間程度寒さにさらす必要があり、種子から育った個体はその品種の特徴を保っていない可能性がある。商業用の温室や苗床では、速やかに成長することで大きなサイズに育ちすぎてしまうと、品質に悪影響を与えたり、植物の輸送がより困難かつ高価になったりすることがある。そのため、塩化クロルメコートやダミノジッドなどの植物成長調整剤の使用をすることがあり、その方が大規模な剪定を行うよりもコストあたりの効果が高いこともある。
シソ科の植物の中には、他の植物や環境要因によって拡散を抑制されず、侵略的な植物となるものもある。このような拡散の可能性を懸念して、一部の園芸ガイドはロシアンセージの野生地付近への植栽を推奨していないが、まだ侵略的とは考えられておらず、このためエゾミソハギの代替として提案されることもある。

## 使用

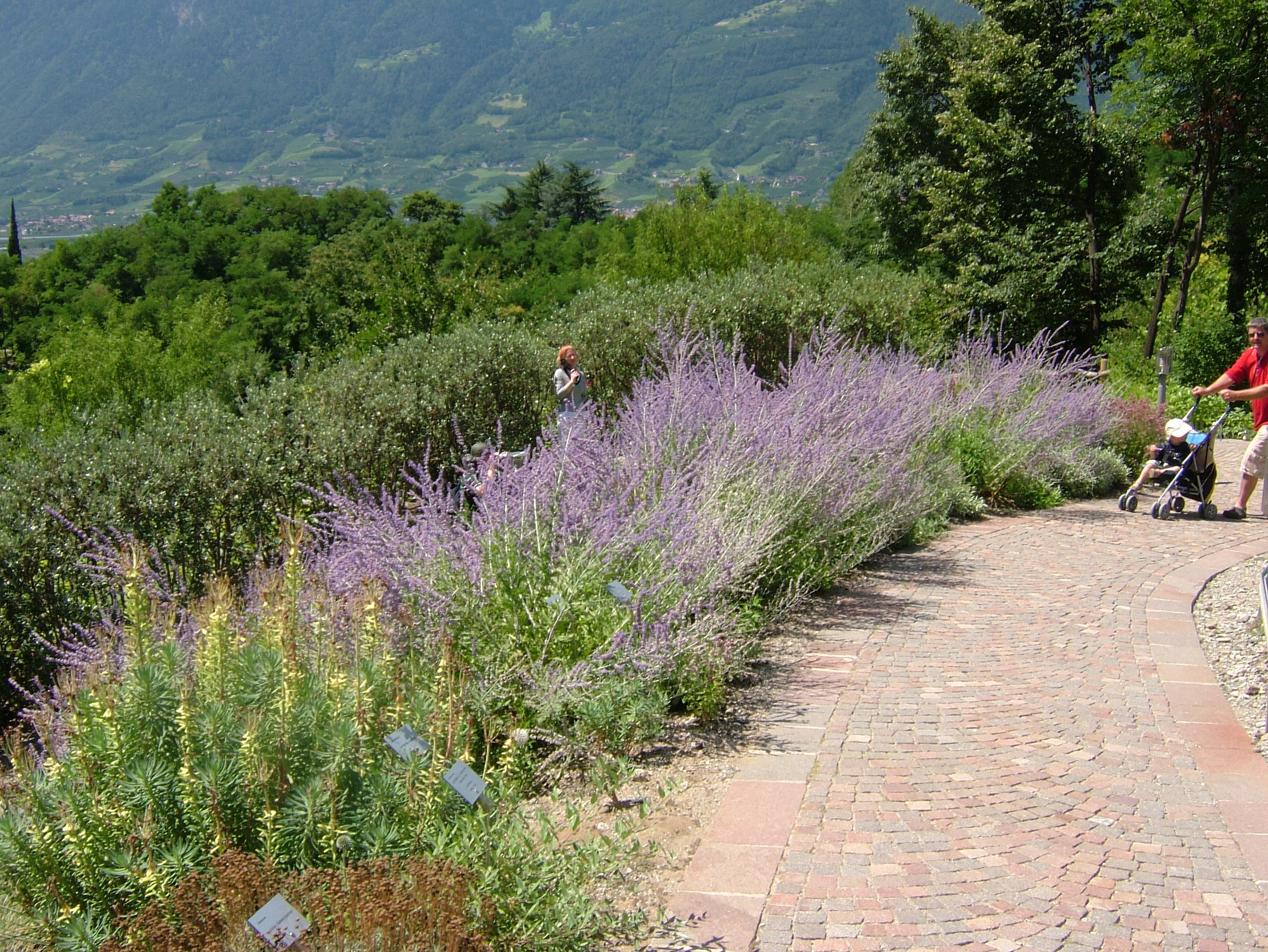
イタリアのトラウトマンスドルフ城の庭園で縁取りとして使用されるロシアンセージ

ロシアンセージは伝統医学で古くから活用されており、幸福感を得るためにお香のようにして利用される。
民間療法としての使用に加え、ロシアではウォッカベースのカクテルに風味付けの目的で使われることもある。カシミールを含むアフガニスタンやパキスタンの一部ではその花を食べたり、サラダに甘い風味を加えるために用いたりする。また、花を砕いて化粧品や繊維染料に使うための青色の着色料を取り出すこともできる。この種は成長が早く、厳しい条件への耐性を持ち、汚染土壌から有害重金属を蓄積する能力を有することからファイトレメディエーションへの利用も考えられている。
精油は生物農薬として機能し、特にカミキリムシ科に属するTropidion castaneumや、アリ科に属するCamponotus maculatusに対して効果がある。